# Krathum Baen (huyện)
Krathum Baen (tiếng Thái: กระทุ่มแบน) là một huyện (amphoe) ở phía bắc của Tỉnh Samut Sakhon, miền trung Thái Lan.

## Lịch sử
Khu vực Krathum Baen đã thuộc Mueang Samut Sakhon. Đơn vị này được lập năm 1900. Năm 1926, chính quyền bổ sung Tambon Tha Mai, Bang Yang, Nong Kok Khai và Om Noi của Sam Phran, tỉnh Nakhon Pathom cho huyện này.

## Địa lý
Các huyện giáp ranh (từ phía bắc theo chiều kim đồng hồ) là: Sam Phran của tỉnh Nakhon Pathom, Nong Khaem và Bang Bon của Bangkok, Mueang Samut Sakhon và Ban Phaeo của tỉnh Samut Sakhon.
Nguồn nước quan trọng ở đây là sông Tha Chin và Phasi Charoen canal.

## Hành chính
Huyện này được chia thành 10 phó huyện (tambon), các đơn vị này lại được chia ra thành 76 làng (muban). Có hai thị xã (thesaban mueang) - Krathum Baen và Om Noi. Các khu vực phi đô thị được quản lý bởi 8 Tổ chức hành chính tambon.
| \| 1. \| Talat Krathum Baen \| ตลาดกระทุ่มแบน \| \| \| 2. \| Om Noi \| อ้อมน้อย \| \| \| 3. \| Tha Mai \| ท่าไม้ \| \| \| 4. \| Suan Luang \| สวนหลวง \| \| \| 5. \| Bang Yang \| บางยาง \| \| \| 6. \| Khlong Maduea \| คลองมะเดื่อ \| \| \| 7. \| Nong Nok Khai \| หนองนกไข่ \| \| \| 8. \| Don Kai Di \| ดอนไก่ดี \| \| \| 9. \| Khae Rai \| แคราย \| \| \| 10. \| Tha Sao \| ท่าเสา \| \| | Map of Tambon      |              |  |
| 1. | Talat Krathum Baen | ตลาดกระทุ่มแบน |  |
| 2. | Om Noi             | อ้อมน้อย       |  |
| 3. | Tha Mai            | ท่าไม้         |  |
| 4. | Suan Luang         | สวนหลวง      |  |
| 5. | Bang Yang          | บางยาง       |  |
| 6. | Khlong Maduea      | คลองมะเดื่อ    |  |
| 7. | Nong Nok Khai      | หนองนกไข่     |  |
| 8. | Don Kai Di         | ดอนไก่ดี       |  |
| 9. | Khae Rai           | แคราย        |  |
| 10. | Tha Sao            | ท่าเสา        |  |